# Erweiterungssatz von Kolmogorov
Der Erweiterungssatz von Kolmogorov, gelegentlich auch Kolmogorov'scher Erweiterungssatz,  Satz von Kolmogorov oder Existenzsatz von Kolmogorov genannt, ist eine zentrale Existenzaussage der Wahrscheinlichkeitstheorie. Die Aussage wird Andrei Nikolajewitsch Kolmogorow zugeschrieben, aber auch Satz von Daniell-Kolmogorov genannt, da sie bereits 1919 von Percy John Daniell in einer nicht-stochastischen Formulierung bewiesen wurde.
Der Satz liefert die Existenz von Wahrscheinlichkeitsmaßen auf überabzählbaren Produkträumen und ist damit essentiell für die Existenz von stochastischen Prozessen, abzählbaren und überabzählbaren Produktmaßen und unabhängig identisch verteilten Zufallsvariablen.

## Aussage
Gegeben sei eine nichtleere Indexmenge {\displaystyle I} und Borel’sche Räume {\displaystyle (\Omega _{i},{\mathcal {A}}_{i})} für {\displaystyle i\in I}. Sei {\displaystyle {\mathcal {E}}(I)} die Menge aller nichtleeren, endlichen Teilmengen von {\displaystyle I}. Ist eine projektive Familie von Wahrscheinlichkeitsmaßen {\displaystyle (P_{J})_{J\in {\mathcal {E}}(I)}} gegeben, so existiert ein eindeutig bestimmtes Wahrscheinlichkeitsmaß {\displaystyle P} auf dem Messraum
{\displaystyle (\Omega ,{\mathcal {A}}):=\left(\prod _{i\in I}\Omega _{i},\bigotimes _{i\in I}{\mathcal {A}}_{i}\right),}
für das {\displaystyle P_{J}=P\circ (\pi _{J}^{I})^{-1}} für jedes {\displaystyle J\in {\mathcal {E}}(I)} gilt. Dabei bezeichnet {\displaystyle \pi _{J}^{I}} die Projektion auf die Komponenten der Indexmenge {\displaystyle J}. Man schreibt dann
{\displaystyle \varprojlim _{J\uparrow I}P_{J}=:P}
und bezeichnet das Wahrscheinlichkeitsmaß {\displaystyle P} dann als projektiven Limes.

## Beispiel: Produktmaße auf überabzählbaren Produkten
Betrachtet man eine überabzählbare Indexmenge {\displaystyle I} sowie Borel’sche Räume {\displaystyle (\Omega _{i},{\mathcal {A}}_{i})}, jeweils versehen mit einem Wahrscheinlichkeitsmaß {\displaystyle P_{i}} für alle {\displaystyle i\in I}, so lässt sich für beliebiges {\displaystyle J\in {\mathcal {E}}(I)} das Produktmaß auf endlichen Produkten
{\displaystyle P_{J}=\bigotimes _{i\in J}P_{i}}
auf dem herkömmlichen maßtheoretischen Weg konstruieren. Die Familie dieser Produktmaße {\displaystyle (P_{J})_{J\in {\mathcal {E}}(I)}} ist aber projektiv und lässt sich somit nach dem obigen Satz zu einem eindeutigen Wahrscheinlichkeitsmaß {\displaystyle P} auf
{\displaystyle (\Omega ,{\mathcal {A}})=\left(\prod _{i\in I}\Omega _{i},\bigotimes _{i\in I}{\mathcal {A}}_{i}\right)}
fortsetzen. Der Satz von Andersen-Jessen liefert eine allgemeinere Aussage zur Existenz von beliebigen Produktmaßen, bei der auf die Verwendung von Borel'schen Räumen verzichtet werden kann.